# Lithachne horizontalis
Lithachne horizontalis är en gräsart som beskrevs av Mary Agnes Chase. Lithachne horizontalis ingår i släktet Lithachne och familjen gräs. Inga underarter finns listade i Catalogue of Life.